# Aldo Mei

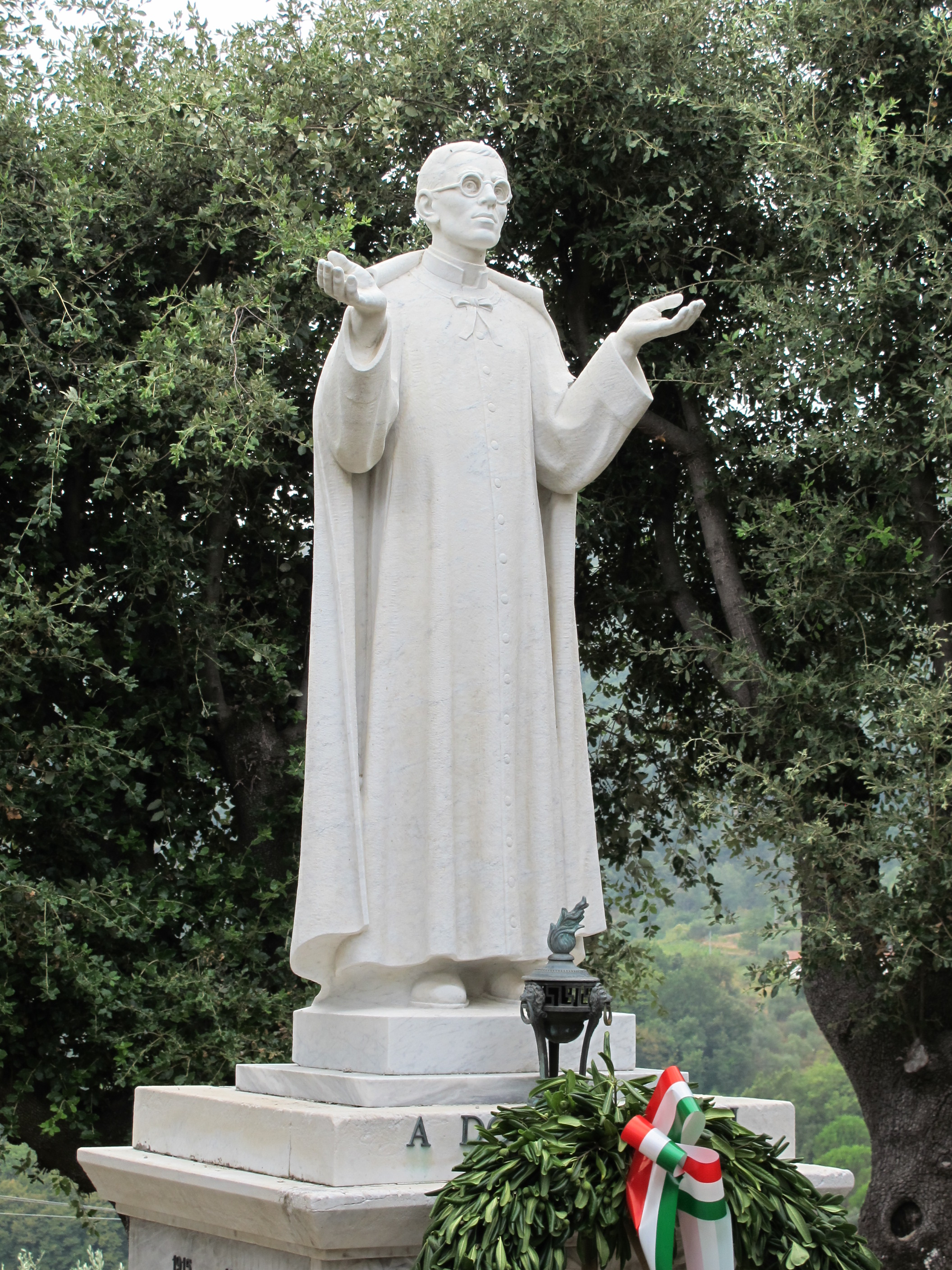
Monumento ad Aldo Mei, Fiano di Pescaglia

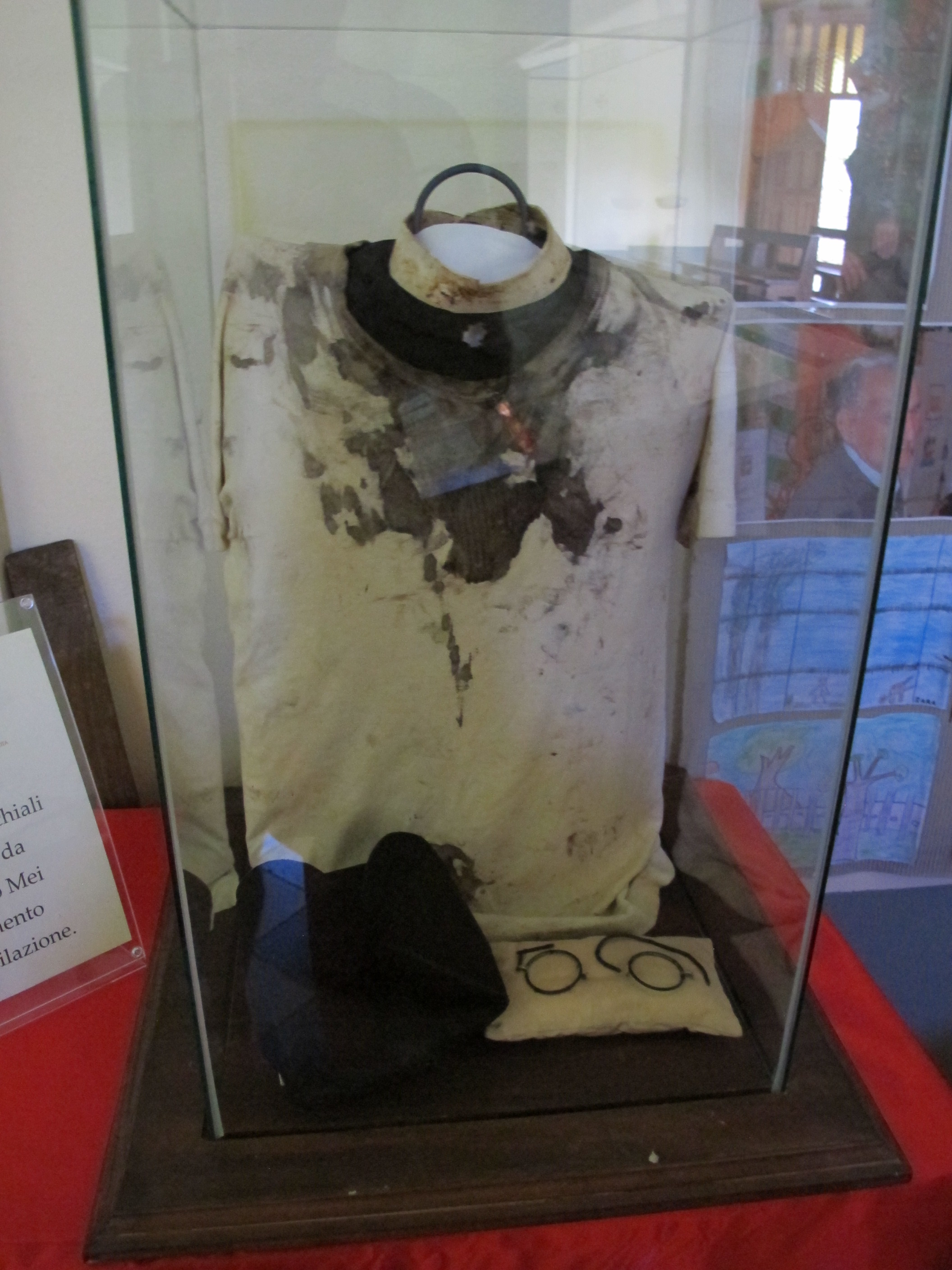
Maglia insanguinata, occhiali e cappello di Aldo Mei, nella parrocchiale di Fiano

Aldo Mei (Capannori, 3 marzo 1912 – Lucca, 4 agosto 1944) è stato un presbitero italiano, martire della Resistenza.

## Biografia
Nasce a Ruota, nel comune di Capannori. Entrato in seminario nell'ottobre del 1925, viene ordinato sacerdote dall'arcivescovo Antonio Torrini il 29 giugno 1935 e il 3 agosto dello stesso anno è nominato parroco di Fiano frazione del comune di Pescaglia.

## Prigionia e morte
Proprio nella chiesa di Fiano, il 2 agosto 1944, subito dopo aver celebrato la Santa Messa, fu arrestato nel corso di un rastrellamento tedesco.
Durante il periodo della Resistenza aveva spesso offerto rifugio a ebrei, disertori del regime fascista e perseguitati politici. Il comando del fascio di Pescaglia aveva ricevuto diverse lettere, tutte da un singolo scrivente, che denunciavano i comportamenti del sacerdote e il suo antifascismo. Il commissario straordinario di Pescaglia mise in guardia Aldo Mei rispetto a queste circostanze, consapevole del rispetto diffuso presso i paesani verso la figura del sacerdote.
Fu rinchiuso nella Pia Casa di Lucca, processato con l'accusa di aver dato rifugio a un ebreo e condannato a morte. A nulla valse il tentativo in extremis di salvarlo dell'arcivescovo di Lucca monsignor Torrini: alle ore 22 del 4 agosto 1944, venne condotto da un plotone di esecuzione di SS sotto gli spalti delle Mura di Lucca nei pressi di Porta Elisa: fu costretto a scavarsi la fossa e venne ucciso con 28 colpi di fucile. Prima di essere fucilato, volle, come Cristo, perdonare e benedire i suoi assassini.
Su pochi pezzi di carta e sulle pagine vuote del breviario prima di essere portato al luogo di esecuzione riuscì a scrivere questo messaggio per i propri genitori che lo aspettavano: «Babbo e mamma state tranquilli, sono sereno in quest'ora solenne, in coscienza non ho commesso delitti.
solamente ho amato come mi è stato possibile, muoio travolto dalla tenebrosa bufera dell'odio,
io che non ho voluto vivere che per l'amore, Dio è amore.
Dio non muore non muore l'amore.
muoio pregando per coloro stesso che mi uccidono. Ho già sofferto un poco per loro è l'ora del grande perdono di Dio desidero avere misericordia per questo abbraccio l'intero mondo rovinato dal peccato in uno spirituale abbraccio di misericordia che il signore accetti il sacrificio di questa piccola e insignificante vita in riparazione dei peccati ».
Parte del pensiero del sacerdote è stato recentemente analizzato, raccolto e ricostruito attraverso il suo testamento, epistole e frammenti, con interesse del clero locale.

## Onorificenze
Medaglia d'argento al valor militare alla memoria.

### Riconoscimenti
- Sul luogo dell'esecuzione è stato eretto un monumento alla memoria.
- Capannori gli ha intitolato l'istituto scolastico comprensivo, e due vie, una nella frazione natale di Ruota e una in centro.